# Akhil·leas Gerokostópulos
Akhil·leas Gerokostópulos (en grec: Αχιλλέας Γεροκωστόπουλος) (Pàtero, Grècia, 1850 - Patres, 15 de febrer de 1900) fou un polític grec, membre del Parlament grec i Ministre d'Educació (1890-1892).

## Biografia
Va néixer l'any 1850 al poble de Pàtero (actual Fortosi), un dels pobles de l'antic municipi de Katsanokhòria, prop de Ioànnina, Grècia. Es va postular per a alcalde de Patres. Va ser membre del Parlament grec per al districte d'Acaia als anys 1885, 1887 i 1890. Va construir tots els instituts (gymnasiums) regionals. Va morir a Patres el 15 de febrer de 1900. Va ser honorat amb el nom d'un carrer de Patres (carrer Gerokostópulu), que s'estén en direcció oriental des del carrer de Karaiskaki a l'avinguda d'Othonos-Amalias, a través de la plaça de Jordi I, amb una separació de 150 metres. La bretxa es tanca al trànsit des de 2004.